# Pål Steigan
Pål Steigan, född 31 maj 1949 i Oslo, är en norsk politiker, författare och journalist. Han var partiledare för Arbeidernes kommunistparti 1975–1984.
Han var en av frontfigurerna inom den norska maoismen och fick på uppdrag av sitt parti träffa flera ledande kinesiska kommunister såsom Mao Zedong, Zhou Enlai och Hua Guofeng.
Steigan är även grundare av webbplatsen steigan.no, som beskrivs som en plattform för konspirationsteorier och rysk desinformation och propaganda.

### Redaktörskap
- Lenin, Vladimir Iljitsj (1973). Om valgtaktikk. Oslo: Oktober. ISBN 82-7094-054-2
- Caplex : leksikon, atlas, tabellverk. [Oslo]: Cappelen. 1990. Libris 8346222. ISBN 82-02-14014-5 - Nya upplagor 1994 och 1997.
- Verdenslitteraturen : minileksikon. Oslo: Cappelen. 1995. ISBN 82-02-15964-4
- Dette er Norge : radioens århundre 1900-2000. CD-ROM. Oslo: Norsk rikskringkasting / Cappelen. 1999. ISBN 82-02-17053-2